# Oš (oblast)
Oš (Kirgizisch: Ош областы; Russisch: Ошская область) is een oblast in Kirgizië.
Oš-oblast telt 1,342 miljoen inwoners op een oppervlakte van 29.000 km². Voor het uiteenvallen van de Sovjet-Unie werd de naam volgens de Russische spelling als Osj geschreven. 
De oblast ligt in het zuidwesten van Kirgizië en wordt in het noorden begrensd door Oezbekistan, in het zuiden door Tadzjikistan en China. De bevolkingsdichtheid is met 45/km² hoger dan het landelijk gemiddelde van 26/km².
Het bestuurlijk centrum bevindt zich in de gelijknamige stad Osj, in de vallei van Fergana bij de Oezbeekse grens.

## Geschiedenis
De oblast werd gevormd in 1939. In 1990 werd de huidige oblast Dzjalal-Abad ervan afgesplitst. In 1999 gebeurde hetzelfde met de huidige oblast Batken. Om politieke en religieuze redenen werd dit laatste deel afgescheiden. Direct grenzend aan het hooggebergte van Tadzjikistan, was dit gebied in de burgeroorlog van het laatste deel van de 20e eeuw een schuilplaats voor islamitische strijdgroepen.

## Geografie
Het grootste deel van de bevolking woont in het vlakke noordelijk deel, langs de vallei van Fergana. Naar het zuiden toe wordt het terrein geleidelijk hoger naar het Alajgebergte, daalt daarna af naar de Alaj-vallei om weer te stijgen naar de Transalaj-bergrug die de grens vormt met Tadzjikistan. In het oosten ligt de Fergana-bergrug ongeveer parallel aan de grens met de oblast Naryn.
De M-41 autoweg verloopt vanaf Osj naar de Tadzjiekse grens in het zuiden, met bij Sary-Tasj een aftakking naar de Chinese grens bij Erkesjtam.  Een tweede hoofdweg gaat in westelijke richting naar de oblast Batken.

### Aardverschuivingen
In de 21e eeuw zijn enkele aardverschuivingen voorgekomen door zware regenval. In april 2004 stierven in het dorp Budalyk in het rajon Alai, 33 mensen. Daarbij werden 16 huizen verwoest. In Aju, rajon Ösgön, ontstond in april 2017 een aardverschuiving, waarbij 24 mensen omkwamen en veel huizen werden verwoest.

## Bevolking
Volgens de volkstelling van maart 1999 woonden er 1,176 miljoen mensen; in 2019 was dat toegenomen tot 1,342 miljoen. In het jaar 2009 bestond de bevolking voor 69% uit Kirgizen, voor 28% uit Oezbeken en voor 1% uit Oeigoeren. Nog een aantal andere etniciteiten blijven elk onder de 1%. De Russische bevolking is tussen 1990 en 1995 grotendeels vertrokken.

## Bestuurlijke indeling
De oblast Osj is in zeven rajons verdeeld.

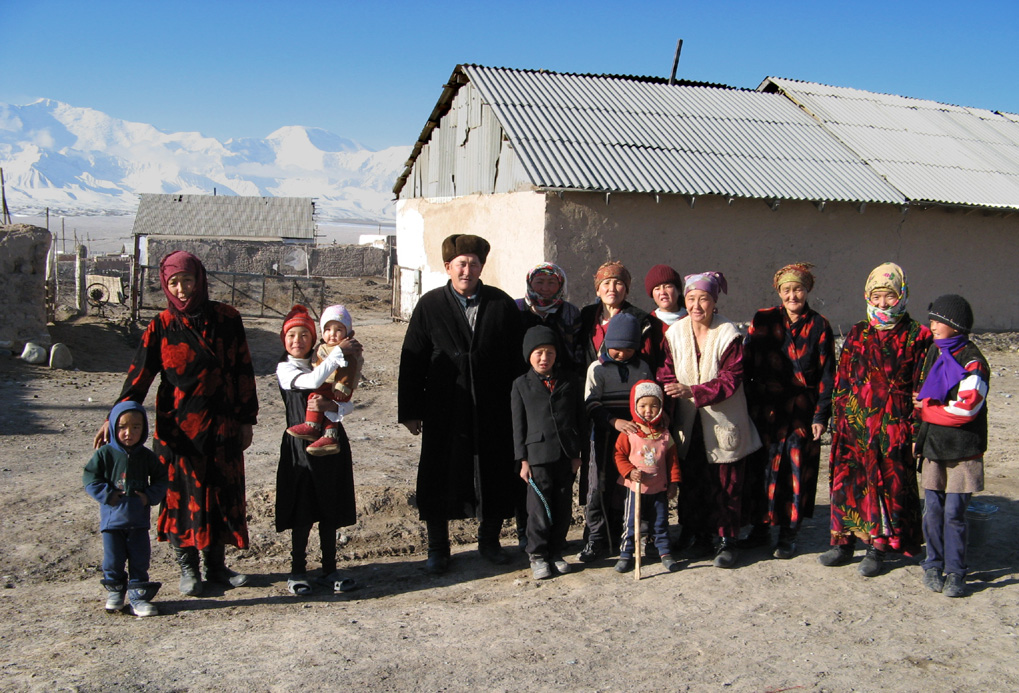
Een familie in Sary-Mogol (Alay-rayon)

| Rajons van de oblast Osj | Rajons van de oblast Osj | Rajons van de oblast Osj | Rajons van de oblast Osj |
| Rajon                    | Bestuurszetel            | bevolking (2015)         | Ligging                  |
| ------------------------ | ------------------------ | ------------------------ | ------------------------ |
| Ösgön                    | Ösgön                    | 251.000                  |                          |
| Karasuu                  | Karasuu                  | 391.000                  |                          |
| Arawan                   | Arawan                   | 120.000                  |                          |
| Nookat                   | Eski-Nookat              | 265.000                  |                          |
| Tsjong-Alai              | Daroot-Korgon            | 28.000                   |                          |
| Alai                     | Gültschö                 | 80.000                   |                          |
| Karakuldsja              | Karakuldsja              | 94.000                   |                          |